# Musica d'ambiente
Con la locuzione musica d'ambiente (o musica ambientale), dall'inglese ambient music o, in forma abbreviata, ambient (in italiano è infatti comunemente chiamata anche musica ambient), si indica un genere musicale in cui il tono e l'atmosfera possono assumere più importanza dei valori di ritmo e struttura così come vengono tradizionalmente concepiti in ambito musicale. Della musica ambientale si dice che evochi qualità di "atmosfera", "visive" oppure di "discrezione". È generalmente identificabile come un genere musicale caratterizzato da suoni ampiamente atmosferici e naturali.
La musica d'ambiente si evolse agli inizi del Novecento, con i primi esperimenti di musica "semi acustica", passando per l'impressionismo di Erik Satie, e la musica concreta e il minimalismo di Terry Riley, nel jazz Paul Horn che suonò da solo all'interno di ambienti come la piramide di Giza o il TajMahal e in tempi più recenti dalla musica di Brian Eno, che la intendeva come "musica legata ai luoghi". In anni più recenti, il termine ha assunto anche altri significati, andando talvolta a diventare un sinonimo di musique d'ameublement.
Con gli sviluppi successivi, si scoprirono gli elementi 'sognanti' non lineari della "ambient" applicati ad alcune forme della musica ritmica presentata da quella nei locali "chillout" e ai rave ed altri eventi dance, ma da sempre con la funzionalità principale della musica di catturare lo stato d'animo dell'ascoltatore, e farlo uscire dalla propria coscienza.
La musica d'ambiente non va confusa con la più generica "musica per ambienti", che indica anche altre tipologie di musica, tra cui la musica da ascensore e la musique d'ameublement.

## Storia

### Origini e precursori
All'inizio del XX secolo il compositore francese Erik Satie, elaborò la forma primordiale di ciò che sarebbe poi divenuta musica ambient, facendo riferimento alla musique d'ameublement. Egli immaginò qualcosa che dovesse essere suonato, ad esempio, durante una cena come un insieme di suoni non solo per creare l'atmosfera adatta ma concepiti anche per catalizzare l'interesse da parte dell'ascoltatore.
In ambito musicale, le prime forme e teorie dei paesaggi sonori nacquero dai lavori di vari pionieri della musica elettronica fra cui John Cage, Karlheinz Stockhausen e Pierre Schaeffer. L'esplorazione dello spazio e dei silenzi di Cage, la manipolazione di suoni elettronici di Stockhausen e lo stile collage di Schaeffer furono alcune delle basi su cui si sarebbe basata molta musica popolare del futuro e, in modo particolare, la musica ambient.

### Brian Eno e la musica ambient
(Brian Eno, Futuri impensabili. Diario, racconti, saggi., Giunti Editore)
Era il 1974 quando Brian Eno, in seguito ad un incidente stradale, rimase per un lungo periodo in degenza nella sua casa di Maida Vale. In questo periodo, fra gli amici che lo andarono a trovare, vi fu Judy Nylon (poi nei The Snatch), che gli portò in dono un disco di composizioni per arpa del XVIII secolo. Rimasto solo, Eno iniziò ad ascoltare il disco, per poi rendersi conto che il volume era molto basso e che un canale non funzionava. Troppo debole per porre rimedio al problema, Brian Eno rimase a letto, per poi rendersi conto che stava sperimentando un tipo di ascolto a cui non era abituato. Fu questo il momento in cui nacque l'idea di una musica che, come afferma David Toop:
 Sempre Brian Eno coniò il termine "ambient music" per riferirsi alla musica che, come egli afferma, può essere "ascoltata attivamente con attenzione come può essere facilmente ignorata, a seconda della scelta dell'ascoltatore. E tale esiste in merito alla 'cuspide tra la melodia e la trama" Eno, si descrive come un "non musicista", tenendo esperimenti sonori piuttosto che performance tradizionali. Eno utilizzò il termine "ambient" per descrivere una musica che creava un'atmosfera e che cambiava lo stato d'animo dell'ascoltatore in uno diverso; ha scelto, infatti, questo termine derivante del verbo Latino "ambire", che significa "circondare".
Fu in questo periodo che approdò all'ambient vera e propria, dapprima con Discreet Music, lungo brano contenuto nell'omonimo album del 1975 e successivamente con una quadrilogia di album di "musica per ambienti" iniziata con Ambient 1: Music for Airports del 1978.

Per cercare di comprendere cosa sia la musica ambient si può riportare quanto l'artista afferma nella copertina del suo album del 1982 Ambient 4: On Land, nel quale egli afferma che si tratta di "musica legata ai luoghi", oppure ancora in quello che scrive nella cover di Music for Airports:
Negli ultimi tre anni, mi sono interessato all'uso della musica come atmosfera, e sono giunto a credere che sia possibile produrre materiale che possa essere usato in questo modo senza risultare in alcun modo compromesso. Per creare una distinzione tra i miei esperimenti in quest'area e i prodotti dei vari fornitori di musica riprodotta su supporti magnetici, ho iniziato a usare il termine Ambient Music.
Un ambiente è definito come un'atmosfera, o un'influenza che circonda: una tinta. La mia intenzione è di produrre pezzi originali palesemente (non esclusivamente) destinati a particolari momenti e situazioni, con l'idea di costruire un piccolo ma versatile catalogo di musica d'ambiente adatta ad un'ampia varietà di stati d'animo e di atmosfere.
Mentre le compagnie di musica preconfezionata ancora esistenti procedono dalla base di regolarizzare gli ambienti mettendo a tacere le loro idiosincrasie acustiche ed atmosferiche, la musica Ambient intende metterle in evidenza. Mentre la convenzionale musica di sottofondo è prodotta strappando via ogni senso di dubbio e incertezza (e così tutto l'interesse genuino) dalla musica, la musica Ambient trattiene queste qualità. E mentre la loro intenzione è di “far brillare” l'ambiente aggiungendogli stimoli (così supponendo di alleviare il tedio delle attività di routine e di livellare i naturali alti e bassi ai ritmi del corpo), la musica Ambient intende indurre calma e uno spazio per pensare.
La musica Ambient deve essere capace di andare incontro a numerosi livelli di attenzione nell'ascolto senza esaltarne uno in particolare; deve essere tanto ignorabile quanto è interessante.»
(Brian Eno - settembre 1978)

Eno è stato anche influenzato da Erik Satie e John Cage, in particolare sull'utilizzo de I Ching da parte di Cage nel ricercare una composizione musicale; e dalla musica minimalista in generale. Eno utilizzò il termine "ambient music" per distanziare i propri lavori dalla cosiddetta "musica da ascensore" e Muzak. Eno raccolse anche influenze dalla musica di Miles Davis e di Teo Macero, specialmente nei loro epici pezzi del 1974, He Loved Him Madly, e riguardo a ciò, Eno scrisse:
(Brian Eno)
I primi album dei Pink Floyd (come Ummagumma e Meddle) e degli artisti krautrock orientati verso la "Kosmische musik", Popol Vuh e Cluster, mostrano grandi influenze dal genere. Fra gli anticipatori del sottogenere vi furono Affenstunde (1970) e In den Gärten Pharaos (1971) dei Popol Vuh. Un altro album anticipatore fu Sonic Seasonings (1972) di Wendy Carlos. Altri artisti come Klaus Schulze (un ex membro dei Tangerine Dream e dei Ash Ra Tempel), Jean-Michel Jarre, e Kraftwerk, furono molto influenti negli anni settanta e negli anni ottanta.
Una seconda generazione di artisti ambientali sarebbe presto seguita dopo la pubblicazione dei dischi di Brian Eno. Fra questi vi furono Steve Roach con Structures from Silence (1984), Harold Budd con The Plateux of Mirror (1980), frutto di una collaborazione con Brian Eno, Robert Rich, noto per i suoi "sleep concert" ambientali, Vidna Obmana, Laraaji, K. Leimer,, e Hiroshi Yoshimura, che divenne una figura di spicco della neonata corrente ambient in Giappone.
Il successo del genere new age negli anni settanta portò alcuni musicisti ambient e krautrock ad ispirarsi ad esso per guadagnare più audience. A tal proposito, l'etichetta canadese Silent Records coniò le seguenti massime per i lavori da essa distribuiti:
- "La musica ambient fu inventata dall'oceano"
- "La musica ambient non è musica New Age"
- "La musica ambient non è musica dance"
- "La musica ambient è ciò che hai voglia di ascoltare alle 6 di mattina"
- "La musica ambient è il suono degli angeli che meditano"
- "La musica ambient è ciò che senti quando non stai ascoltando nulla"
- "La musica ambient non è noiosa"
- "La musica ambient ha qualcosa a che fare con la risonanza morfica"
- "La musica ambient è venuta per salvare la tua anima"

## Influenza su altri generi
Grande è l'impatto che ha avuto la musica ambient. Agli inizi degli anni ottanta, la musica ambient influenzò gran parte dei gruppi pop e rock tra New Order, Depeche Mode, Simple Minds e U2. Più tardi, la musica dance e synth pop emerse con molti artisti che lavoravano con il 'sognante' e psichedelico stile musicale ambient di Brian Eno. Sotto l'influenza di diversi stili musicali, questo viene talvolta correlato a ambient house, ambient techno, ambient dub, IDM, chillout, ambience, o semplicemente "ambient" nell'uso comune, vedendo lo sviluppo di una nuova ondata di artisti, molti dei quali britannici e scritturati dalla Warp Records di Sheffield, come Cabaret Voltaire, Autechre, Boards of Canada, Massive Attack, Portishead, The KLF, The Orb, Aphex Twin, The Irresistible Force, Biosphere, Woob e Higher Intelligence Agency. Sul fronte più avanguardistico, l'ambient ha ispirato la musica elettroacustica/acusmatica, che si basa sulla manipolazione di suoni acustici e non, e la musica glitch, che sfrutta gli errori sonori digitali.

## Impiego nelle colonne sonore
La musica ambient è stata spesso utilizzata in molti film e spettacoli televisivi e sono notevoli i loro contributi a creare delle atmosfere o paesaggi sonori particolari. Talvolta può costituire un'alternativa alla musica di sottofondo e fornisce più libertà espressiva al musicista. La composizione tradizionale per il cinema o per la televisione di solito comporta la creazione di jingle o musica di scena per l'impostazione, e per tracciare degli elementi importanti all'interno di un lungometraggio come scene di amore, di azione, umoristiche o di morte. Tuttavia, la musica ambient non ha un approccio molto diretto come nei casi delle colonne sonore dei film e degli spettacoli televisivi. Ad esempio, Dune, un film di fantascienza di David Lynch del 1984, non ricorre all'utilizzo di musiche di scena epiche come in Guerre stellari, bensì alle atmosferiche composizioni di Brian Eno e dei Toto. Paddy Kingsland è a sua volta molto noto per aver utilizzato la musica ambient invece della musica da sottofondo nella serie televisiva britannica Doctor Who.

## Generi derivati e sottogeneri

### Ambient dub
Ambient dub è un termine coniato dall'attualmente inattiva etichetta di registrazione Beyond recordings nei primi anni novanta a Birmingham in Inghilterra nonché in tempi più distanti dal notevole musicista di elettronicafrom e remixer Bill Laswell, specialmente nel suo progetto musicale, i Divination, dove collabora con diversi musicisti in ciascun album(anche se a volte gli stessi su in più di uno di questi album come Tetsu Inoue ed altri). Laswell ha anche presentato la musica Ambient dub e Ambient house negli album con il suo progetto di collaborazione con Axiom Dub, includendo altri artisti come The Orb, Jah Wobble, Jaki Liebezeit e DJ Spooky.
L'Ambient dub coinvolge il genere fondendo i diversi stili di dub famosi di King Tubby ed altri musicisti giamaicani con l'elettronica dei DJ ispirati dall'ambient, completando il tutto con inerenti drop-outs, echi, ed effetti elettronici psichedelici. Come scrittore e performer David Toop spiega sulla linea di tali noti definire ambient dub uscite come "Earthjuice" e le serie di "Ambient Dub" (A.D.) pubblicate dalla Waveform Records, "La musica dub è simile ad un lungo eco, che si sviluppa attraverso il tempo...girando l'ordine razionale delle sequenze musicali in un oceano di sensazioni".

### Dark ambient
La dark ambient è un sottogenere della musica ambient caratterizzato da atmosfere decadenti, macabre, opprimenti, deprimenti, e da sonorità oscure e misteriose. Il suffisso dark per caratterizzare un certo tipo di musica ambient è emerso nei primi anni novanta e portato alla luce dall'etichetta discografica scandinava Cold Meat Industry, che divenne il punto di riferimento per il genere.
Le melodie sono spesso ripetute, ossessive, a volte spaventose, cupe e possono caratterizzare vari immaginari, di cui le principali atmosfere a cui il genere fa riferimento sono:
- quelle misteriose dalla connotazione esoterica
- quella apocalittica/post apocalittica, i cui riferimenti si legano a macerie del mondo moderno nel più totale stato di abbandono.
- quelle lugubri, malinconiche e talvolta orrorifiche che richiamano lo scenario e l'immaginario gotico.
- quelle malinconiche, oscure e allo stesso tempo anche rilassanti contraddistinte dall'immersione nella natura più incontaminata, generalmente ispirate da determinati luoghi o paesaggi dove la natura la fa da padrone.

### Drone ambient
La drone ambient rappresenta un punto d'incontro fra le caratteristiche principali della musica d'ambiente e quelle della drone music.

### Ambient techno
Un rarefatto, più specifico orientamento dell'ambient house, l'ambient techno è generalmente affibbiata ad artisti come B12, Aphex Twin (esempio Selected Ambient Works 85-92), Black Dog, Higher Intelligence Agency, e Biosphere. Gli illustri artisti che hanno combinato l'approccio melodico e ritmico della techno e dell'elettronica - puntando all'utilizzo delle drum machine di tipo 808 e 909; ben prodotti e affilati suoni elettronici; melodie in chiavi minori e campionamenti di suoni esotici - con le stratificate, acquatiche atmosfere dell'ambient sperimentale priva di beat. Più spesso associata ad etichette discografiche come Apollo, GPR, Warp e Beyond, la terminologia mutò in "intelligent techno" dopo che la Warp pubblicò la serie Artificial Intelligence, anche se i riferimenti stilistici della musica sono rimasti del tutto invariati.

### Ambient house
L'Ambient house è un genere musicale sviluppatosi verso la fine degli anni 80 il cui termine è utilizzato per definire uno stile musicale che fonde acid house con elementi ed atmosfere ambient. Le tracce nell'ambient house sono tipicalmente basate su ritmiche in 4/4, l'utilizzo di sintetizzatori, e campionamenti di voci. L'Ambient house è caratterizzata dall'uso di scale diatoniche e dell'atonalità.

### Space music
La Space music, chiamata anche spacemusic, include un tipo di musica del genere ambient, nonché una gran parte di altri generi con alcune caratteristiche in comune, per creare l'esperienza contemplativa della spaziosità.
La Space music spazia dalle più semplici trame sonore a quelle più complesse, mancando talvolta di melodie, ritmiche e strutture vocali convenzionali,
prestata generalmente ad evocare un senso di "continuum di immagini spaziali ed emozioni", benefiche introspezioni, un ascolto profondo e una sensazione di galleggiamento.
La space music è utilizzata sia per sottofondi musicali e ascolti in primo piano, spesso con le cuffie, per stimolare il rilassamento, la contemplazione, l'ispirazione, stati d'animo pacifici. e la visione di paesaggi sonori. La Space music è anche parte di diverse colonne sonore per film, comunemente utilizzata in planitari, e per indurre al rilassamento e alla meditazione.
Hearts of Space è un noto show radiofonico ed un'affilata etichetta discografica, specializzata in space music dal 1984, ed ha pubblicato oltre 150 album di questo stile musicale. Notevoli artisti che hanno preso elementi della musica ambient e della space music sono Michael Hedges, Michael Stearns, Constance Demby, Jean-Michel Jarre, Robert Rich, Steve Roach, Dweller at the Threshold, Klaus Schulze e Edgar Froese (conosciuto anche come fondatore dei Tangerine Dream).

### Dub techno
La Dub techno è primariamente una derivazione ambient della musica techno con i caratteri della musica Dub. L'impiego del field recording per la registrazione di rumori ambientali o "sporchi" come il vinile rovinato, accanto all'uso di synth a multipli denti di sega, il filtro Low Pass sulla cassa armonica, il basso prominente sono alcune delle caratteristiche di un genere musicale sperimentale relativamente poco diffuso, nonostante una produzione più che trentennale. Esponenti di riferimento sono considerati il producer di Detroit Rod Modell, meglio conosciuto con il nome d'arte DeepChord tra i vari pseudonimi, Echospace, Popnoname e Triola per l'etichetta Kompakt, D. Diggler, Pantha Du Prince, alcuni lavori dai ritmi più sostenuti di Alexander Kowalski.